# Comuna Oncești, Bacău
Oncești (în trecut, și Lozinca) este o comună în județul Bacău, Moldova, România, formată din satele Bărboasa, Dealu Perjului, Onceștii Vechi, Oncești (reședința), Satu Nou, Tarnița și Taula.

## Așezare
Comuna se află în partea de est a județului, pe valea râului Berheci. Este străbătută de șoseaua județeană DJ241A, care o leagă spre nord de Izvoru Berheciului și Secuieni (unde se termină în DN2F) și spre sud de Vultureni, Dealu Morii, apoi mai departe în județul Vrancea de Corbița și Tănăsoaia și în județul Galați de Brăhășești și Gohor. Din acest drum, la Oncești se ramifică șoseaua județeană DJ241B, care o leagă spre nord-vest de Filipeni și Secuieni.

## Demografie
Componența etnică a comunei Oncești
     Români (95,38%)
     Alte etnii (4,62%)
Componența confesională a comunei Oncești
     Ortodocși (94,81%)
     Alte religii (0,57%)
     Necunoscută (4,62%)
Conform recensământului efectuat în 2021, populația comunei Oncești se ridică la 1.406 locuitori, în scădere față de recensământul anterior din 2011, când fuseseră înregistrați 1.621 de locuitori. Majoritatea locuitorilor sunt români (95,38%). Din punct de vedere confesional, majoritatea locuitorilor sunt ortodocși (94,81%), iar pentru 4,62% nu se cunoaște apartenența confesională.

## Politică și administrație
Comuna Oncești este administrată de un primar și un consiliu local compus din 11 consilieri. Primarul, Mihai-Marinel Puțeanu[*], de la Partidul Social Democrat, este în funcție din 2016. Începând cu alegerile locale din 2024, consiliul local are următoarea componență pe partide politice:
|  | Partid                          | Consilieri | Componența Consiliului | Componența Consiliului | Componența Consiliului | Componența Consiliului | Componența Consiliului | Componența Consiliului | Componența Consiliului | Componența Consiliului |
|  | ------------------------------- | ---------- | ---------------------- | ---------------------- | ---------------------- | ---------------------- | ---------------------- | ---------------------- | ---------------------- | ---------------------- |
|  | Partidul Social Democrat        | 8          |                        |                        |                        |                        |                        |                        |                        |                        |
|  | Partidul Național Liberal       | 1          |                        |                        |                        |                        |                        |                        |                        |                        |
|  | Alianța pentru Unirea Românilor | 1          |                        |                        |                        |                        |                        |                        |                        |                        |
|  | Alianța Național Creștină       | 1          |                        |                        |                        |                        |                        |                        |                        |                        |

## Istorie
La sfârșitul secolului al XIX-lea, comuna făcea parte din plasa Stănișești a județului Tecuci și era formată din satele Bărboasa, Dealu Perjului, Gorghești, Lozinca, Taula, Tarnița, Tomozei, Onceștii Noi, Onceștii Vechi și Valea Boului, având în total 1470 de locuitori ce trăiau în 624 de case. În comună funcționau opt mori de apă, 15 mori de vânt, trei școli mixte cu 132 de elevi (în satele Onceștii Noi, Onceștii Vechi și Tarnița) și patru biserici ortodoxe la Bărboasa, Tomozei, Onceștii Noi și Tarnița. Anuarul Socec din 1925 o consemnează în plasa Găiceana a aceluiași județ, având aceeași alcătuire și 3558 de locuitori. Reședința comunei era pe atunci satul Dealu Perjului.
În 1950, a fost transferată raionului Zeletin din regiunea Bârlad și apoi (după 1956) din regiunea Bacău, după care în 1960 a trecut la raionul Bacău din aceeași regiune Bacău. În perioada comunistă, comuna a primit denumirea de Lozinca. În 1968, comuna a trecut la județul Bacău și a primit înapoi numele de Oncești. Tot atunci, satele Onceștii Noi și Lozinca au fost unite, formând satul Oncești.

## Monumente istorice
Cinci obiective din comuna Oncești sunt incluse în lista monumentelor istorice din județul Bacău ca monumente de interes local. Patru dintre ele sunt situri arheologice: așezarea din Epoca Bronzului (cultura Monteoru) de la „Podu Morii” (600 m sud de satul Bărboasa); situl de pe „Dealul Bărboasei” (la nord-vest de satul Bărboasa) ce cuprinde urmele unor așezări din Epoca Bronzului (cultura Monteoru), Epoca Bronzului târziu (cultura Noua) și secolul al V-lea î.e.n. (Halstatt târziu); așezarea medievală timpurie (secolele al VIII-lea–al IX-lea) de la „Poiana Țarinei” (pe malul drept al Berheciului); și necropola carpică (secolele al II-lea–al III-lea e.n.) de la „Valea Iepei” de la marginea de est a satului Oncești. Al cincilea obiectiv, clasificat ca monument de arhitectură, este școala din satul Oncești (1929–1930).

## Personalități
- Maria Ploae (n. 1951), actriță de teatru și film, decorată cu Ordinul Național „Pentru Merit”;
- Gheorghe Mărmureanu (n. 1939), seismolog;
- Constantin Oprișan (1921 - 1958), luptător anticomunist și deținut politic, decedat în închisoare.